# Българо-германски договор (1915)
Договорът за дружба и съюз между България и Германия е военен договор, сключен на 24 август/6 септември 1915 година в София. От българска страна е подписан от министър-председателя Васил Радославов, а от германска – от райхсканцлера Георг Михаелис.
Съгласно договора двете страни се задължават да не влизат в съюз или съглашение, насочени срещу другата страна, да водят политика на приятелство и да си оказват помощ.
Съгласно член 2 на договора Германия гарантира „с всички свои средства политическата независимост и териториалната цялост на България... против всякакво нападение или посегателство от страна на която и да е държава“. България се задължава да се притече на помощ с всички свои войски, „щом това се поиска от нея“, в случай „че Германия без всякакъв повод бъде нападната от граничеща с България държава“.
Този договор заедно с Тайната българо-германска спогодба, Военната конвенция и Българо-турската конвенция, също сключени на 6 септември, оформя влизането на България на страната на Централните сили в Първата световна война.
Договорът е за срок от 5 години и остава таен до официалното влизане на България във войната.